# Hebach
Der Hebach, auch Hebachsbach genannt, ist ein etwas mehr als 1½ Kilometer langer und linker Zufluss des Welzbaches im Bachgau, der im hessischen Landkreis Darmstadt-Dieburg verläuft.

## Geographie

### Verlauf
Der Hebach entspringt auf einer Höhe von etwa 210 m ü. NHN am Talhof südlich von Schaafheim.
Er fließt in südliche Richtung und mündet schließlich in Radheim auf einer Höhe von 165 m ü. NHN von links in den Welzbach. Nach dem Hebach wurde die Straße Am Hebach in Radheim benannt.
Sein etwa 1,6 km langer Lauf endet 45 Höhenmeter unterhalb seiner Quelle, er hat somit ein mittleres Sohlgefälle von 28 ‰.

### Einzugsgebiet
Das Einzugsgebiet des Hebachs liegt im Reinheimer Hügelland und wird über den Welzbach, den Main und den Rhein zur Nordsee entwässert.
Es grenzt
- im Nordosten an das des Dürrbachs, einem Zufluss des Welzbachs
- und im Westen an das des Länderbachs, dem rechten Oberlauf des Ohlebachs, der über die Gersprenz in den Main entwässert.

Das Einzugsgebiet wird von Ackerland geprägt, im Mündungsbereich dominiert die Ortslage von Radheim.